# ケビン・ローアリー
ケビン・マイケル・ローアリー（Kevin Michael Loughery, 1940年3月28日 - ）はアメリカ男子プロバスケットボールリーグNBAの元バスケットボール選手、指導者。ニューヨーク州、ブルックリン出身。選手としては1970年代に黄金期を迎えるボルティモア・ブレッツ（現ワシントン・ウィザーズ）隆盛を支えた選手の一人として活躍。引退後はコーチ職に転向し、長年に渡って各球団のヘッドコーチを歴任し、ニューヨーク・ネッツ時代にはABA優勝に導いた。

## 選手キャリア
セント・ジョンズ大学卒業後、1962年のNBAドラフトで11位指名を受けてデトロイト・ピストンズに入団。ピストンズではロールプレイヤーの一人としてプレイしたが、1963-64シーズンのボルティモア・ブレッツ移籍を機に大きく成長し、ブレッツが57勝をあげる大躍進を果たした1968-69シーズンにはキャリアハイとなる22.6得点4.8アシストを記録し、アール・モンロー、ウェス・アンセルドらと共にチームの躍進を支えた。1970-71シーズンにはチーム史上初のNBAファイナル進出を果たすが、翌1971-72シーズンにフィラデルフィア・76ersにトレードされた。
1972-73シーズンは選手兼任のままヘッドコーチに就任。シーズン終了後、現役から引退した。NBA通算成績は11シーズン755試合の出場で、11,575得点2,803アシスト、平均15.3得点3.7アシストだった。

## コーチキャリア
76ersでは選手兼ヘッドコーチとしてチームを指揮したが、彼にとっては悪夢のようなコーチデビューとなった。シーズン中に前任者のロイ・ロビンの解任に伴いコーチに就任したが、この時点で76ersの成績は4勝47敗。ロアーリーは残りの31試合を5勝26敗と若干持ち直させたが、このシーズンの76ersはNBA史上最低勝率となる9勝73敗に終わった。シーズン終了後にローアリーはヘッドコーチを解任された。
翌1973-74シーズンからはABAのニューヨーク・ネッツのヘッドコーチに就任、1980-81シーズンまでの8シーズンに渡って采配を振った。当時のネッツはジュリアス・アービング擁するABA屈指の強豪チームであり、ローアリーのコーチ就任1年目から優勝を果たし、1976年にも優勝した。しかしABAが消滅し、ニューヨーク・ネッツからニュージャージー・ネッツと姿を変えた1976-77シーズン以降は、アービングの移籍により不振に陥った。
1981-82シーズンからはアトランタ・ホークス、1983-84シーズンからはシカゴ・ブルズを指揮し、ドミニク・ウィルキンスにマイケル・ジョーダンと、その名を歴史に残す名選手たちのルーキーイヤーを指導した。放任主義なローアリーの方針のもと、ジョーダンはルーキーイヤーから自由にプレイすることが出来、その後のジョーダン人気の加熱に繋がった。
その後は古巣のブレッツ、マイアミ・ヒートのヘッドコーチを歴任した。
コーチキャリアはABA、NBA通じて20シーズンに及び、1,388試合を指揮。642勝746敗、勝率.463の成績を残した。プレーオフ出場は11回、ABA優勝2回。